# Стасис Жирґуліс
Стасис Жирґуліс (лит. Stasys Žirgulis; 10 червня 1944, Радвілішкіс) — литовський скульптор і політичний діяч; професор Вільнюської художньої академії.

## Біографія
У 1963 закінчив середню школу в Радвілішкісі.
У 1968 — 1974 навчався у Вільнюській художній академії. З 1975 бере участь у виставках. З 1975 по 1983 працював художнім керівником у Каунаському відділі металу художньої фабрики „Dailė“.
З 1988 викладає скульптуру, малюнок та композицію у Каунаському художньому інституті Вільнюської художньої академії (з 2012 каунаська філія ВХА); професор (2011). 

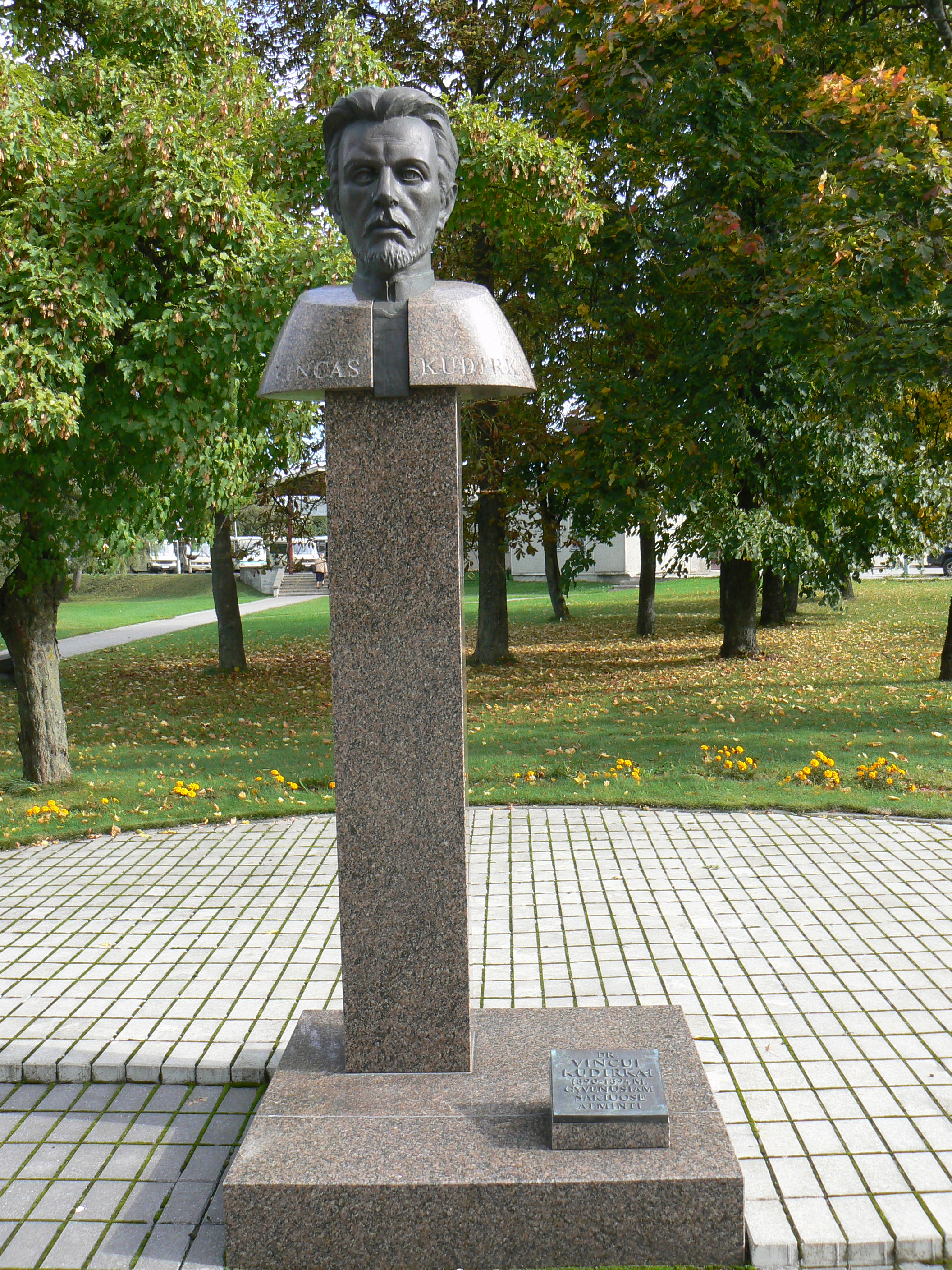
Пам'ятник Вінцасу Кудірці у Шакяї

У 1983 — 1987 — відповідальний секретар Каунаського відділення Спілки художників Литви. Багаторічний член Каунаської та Республіканської художніх рад, рад Художнього фонду Литви та Спілки художників Литви. Обирався головою секції скульптури Каунаського відділення Спілки художників Литви, членом експертної комісії Міністерства культури Литви . Був членом Ради міського самоврядування Каунаса.

## Нагороди та звання
- Премія Міністерства культури Литви за скульптури «Дзукія» та «Піленай» на Республіканській виставці образотворчого мистецтва в Каунасі (1985).
- Медаль за заслуги перед Литвою І ступеня ордена Великого князя Литовського Гедіміна (1999)
- Лицарський хрест ордена Вітаутаса Великого (2004)

## Творчість
У своїх творах використовує різні матеріали – дерево, бронзу, граніт, алюміній, сталь, свинець. 
Брав участь у виставках з 1975, а також  у колективних виставках у Вільнюсі, Каунасі, Москві, Ризі, Кельні, Тарту, Павії, Порвоо, Саппоро, Шяуляї. Персональні виставки проходили у Вільнюсі (1989, 1990, 2003), Каунасі (1992), Більдердамі (1993), Чеському Крумлові (2004), Парижі (2013).
Автор декоративних пластичних акцентів в інтер'єрі кафе та у дворі заводу азотних добрив у Йонаві (1975), скульптур для фонтанів виробничого об'єднання „Baltija“ (1979) та акціонерного товариства „Švara“ (1980) у Каунасі, фонтану «Птахи» на заводі «Азотас» в Йонаві (1984).
Створив меморіальні композиції та надгробки на могилах альпініста Еуґеніюса Байораса (1983) і лікаря Пятраса Яшинскаса (1987) на Петрашунському цвинтарі в Каунасі, льотчика-випробовувача Римантаса Антанаса Станкявічюса на цвинтарі в Аукштейї-Шанчяй в Каунасі (1991), політичного діяча Римантаса Рузаса на Петрашунському цвинтарі (2003).
Автор скульптур «Північ» (Парк скульптур у Клайпеді, 1983) та «Егле і Жильвінас» (санаторій «Егле», Друскінінкай, 1984).

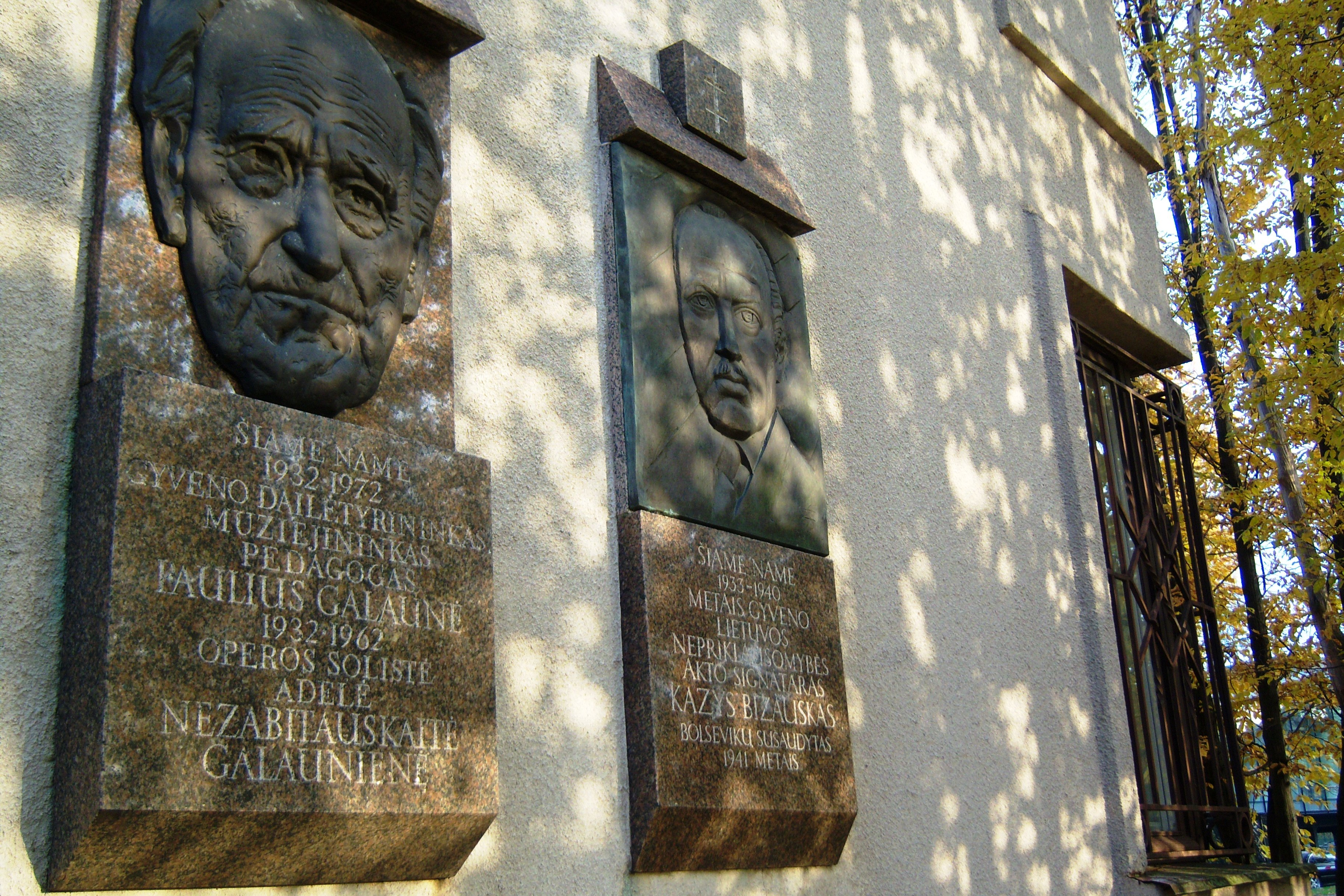
Меморіальні плити на згадку П. Галауне та К. Бізаускаса

Створив низку бюстів литовських учених, діячів культури, політичного та суспільного життя — зоолога Тадаса Іванаускаса в Зоологічному музеї в Каунасі (1980), фотографа Баліса Бурачаса  в Каунаській галереї фотографії (1988), співака Антанаса Кучингіса  в Каунасі на вулиці Аушрос, архієпископа Юозаса Сквірецкаса в центральній наві каунаського архікафедрального собору базиліки Святих апостолів Петра і Павла (1989), автора литовського гімну Вінцаса Кудирки в Шакяї (1998).
Автор меморіальних дощок у Каунасі — пам'яті архітектора Володимира Дубенецького на вулиці Вільнюса (1988), композитора і диригента Юозаса Таллат-Келпше на алеї Лайсвес (1988), мистецтвознавця Паулюса Галауно на алеї Відуно (1989), репресованих льотчиків в  Костелі Вітовта (1990), композитора Владаса Джейкюбенаса на вулиці Міцкявичяус (1993), політичного діяча і дипломата Казіса Бізаускаса на алеї Відуно (1993), Каунаського бургомістра Йонаса Вілейшіса на вулиці Путвінскьо (1993), художника Вікторасе Візґірде (1995) на вулиці Тульпю.

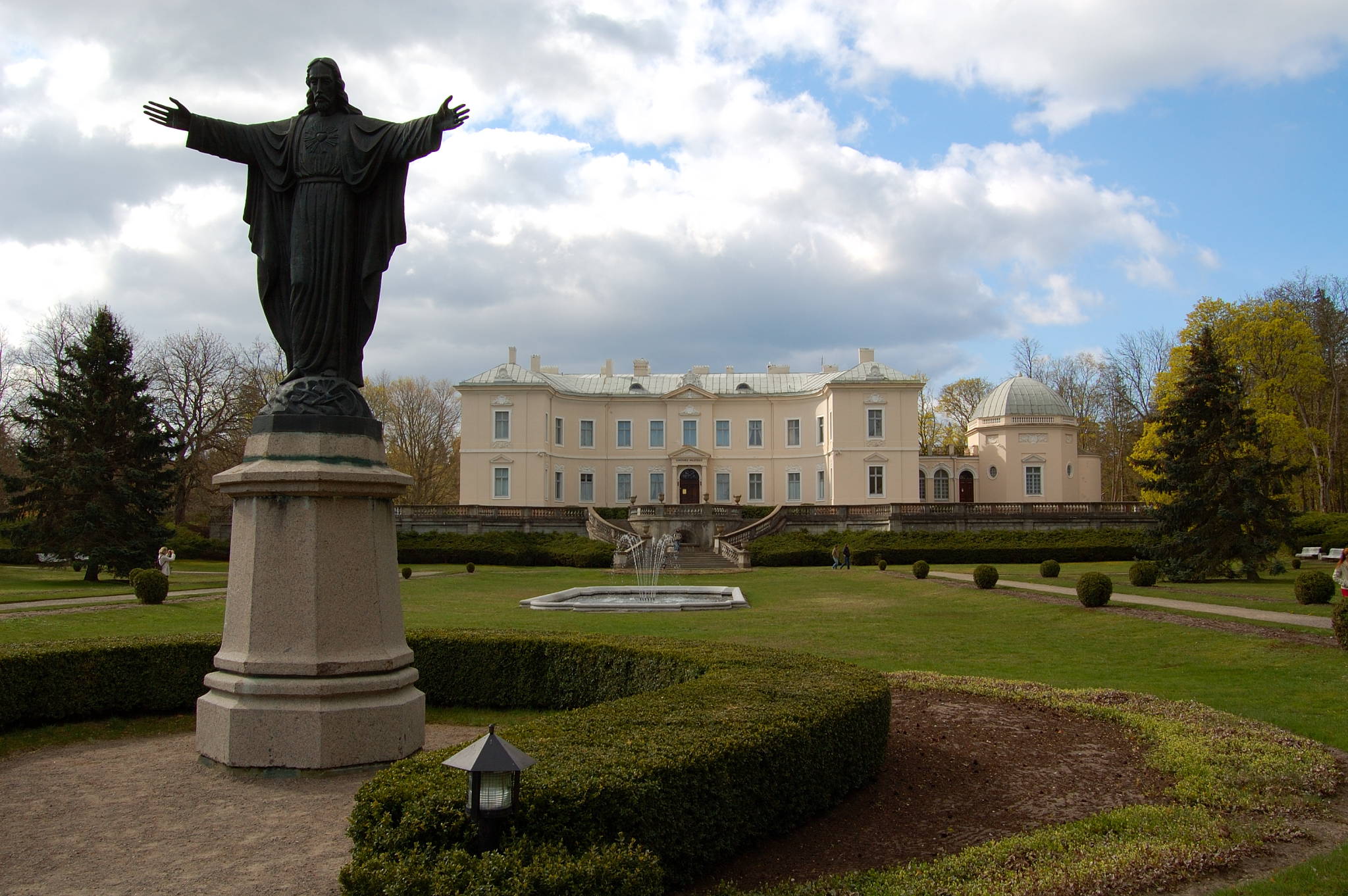
«Благословляючий Христос»

У Шяуляї встановлено пам'ятник Повіласу Вишинскісу роботи Стасиса Жирґуліса (архітектор Едмундас Макштутіс; 1991), на подвір'ї Президентури в Каунасі — пам'ятник президенту Казісу Гринюсу (1997). У парку палацу Тишкевичів у Паланзі стоїть відновлена скульптором статуя «Благословляючий Христос» ( 1993).
Твори скульптора зберігаються в Литовському художньому музеї, Національному художньому музеї М. К. Чюрльоніса, Латвійському Національному художньому музеї, Музеї Людвіга в Кельні, в інших зібраннях та приватних колекціях у Литві, Німеччині, Голландії та інших країнах.  